# Premier League (Eswatini)
Die MTN Premier League ist die höchste Spielklasse des nationalen Fußballverbands von Eswatini, der Eswatini Football Association. Die Liga wurde erstmals 1971 ausgetragen. Rekordsieger ist der Mbabane Highlanders FC.

## Saison 2020/21
Nach dem Abbruch der Saison 2019/20 aufgrund der COVID-19-Pandemie wurde beschlossen, dass es keine Absteiger gibt und so die Liga um zwei weitere Vereine aufgestockt wird. Somit nehmen in der Saison 2020/21 16 Mannschaften am Spielbetrieb teil.
- Young Buffaloes (Meister und Pokalsieger (2019))
- Mbabane Swallows
- Royal Leopards (Simunye)
- Moneni Pirates
- Green Mamba FC (Ligapokal-Sieger)
- Denver Sundowns (Manzini)
- Mbabane Highlanders
- Milling Hotspurs
- Tambuti
- Manzini Sea Birds
- Manzini Wanderers
- Malanti Chiefs (Piggs Peak)
- Mhlume Peacemakers
- Black Swallows
- Tinyosi (Aufsteiger)
- Tambankulu Callies (Mbabane) (Aufsteiger)

## Alle bisherigen Meister
- 1971: Milling Hotspurs
- 1972: Milling Hotspurs
- 1973: nicht bekannt
- 1974: Mbabane Highlanders FC
- 1975/76: Mbabane Highlanders FC
- 1977: Juventus Kvaluseni (Mhlume)
- 1978: nicht bekannt
- 1979: nicht bekannt
- 1980: Mbabane Highlanders FC
- 1981: Mhlume Peacemakers FC
- 1982: Mbabane Highlanders FC
- 1983: Manzini Wanderers FC
- 1984: Mbabane Highlanders FC
- 1985: Manzini Wanderers FC
- 1986: Mbabane Highlanders FC
- 1987: Manzini Wanderers FC
- 1988: Mbabane Highlanders FC
- 1989: Denver Sundowns FC (Manzini)
- 1990: Denver Sundowns FC (Manzini)
- 1991: Mbabane Highlanders FC
- 1992: Mbabane Highlanders FC
- 1993: Mbabane Swallows FC
- 1994: Eleven Men in Flight FC (Siteki)
- 1995: Mbabane Highlanders FC
- 1996: Eleven Men in Flight FC (Siteki)
- 1997: Mbabane Highlanders FC
- 1998/99: Manzini Wanderers FC
- 1999/00: Mbabane Highlanders FC
- 2000/01: Mbabane Highlanders FC
- 2001/02: Manzini Wanderers FC
- 2002/03: Manzini Wanderers FC
- 2003/04: Mhlambanyatsi Rovers FC
- 2004/05: Mbabane Swallows FC
- 2005/06: Royal Leopards FC (Simunye)
- 2006/07: Royal Leopards FC (Simunye)
- 2007/08: Royal Leopards FC (Simunye)
- 2008/09: Mbabane Swallows FC
- 2009/10: Young Buffaloes FC
- 2010/11: Green Mamba FC
- 2011/12: Mbabane Swallows FC
- 2012/13: Mbabane Swallows FC
- 2013/14: Royal Leopards FC (Simunye)
- 2014/15: Royal Leopards FC (Simunye)
- 2015/16: Royal Leopards FC (Simunye)
- 2016/17: Mbabane Swallows FC
- 2017/18: Mbabane Swallows FC
- 2018/19: Green Mamba FC
- 2019/20: Young Buffaloes
- 2020/21: Royal Leopards FC (Simunye)
- 2021/22: Royal Leopards FC (Simunye)
- 2022/23: Green Mamba FC
- 2023/24: Mbabane Swallows FC[3]
- 2024/25: Nsingizini Hotspurs

## Titelträger
| Verein                  | Ort           | Titel | Letzter Titel |
| ----------------------- | ------------- | ----- | ------------- |
| Mbabane Highlanders FC  | Mbabane       | 13    | 2001          |
| Royal Leopards FC       | Simunye       | 8     | 2022          |
| Mbabane Swallows FC     | Mbabane       | 8     | 2024          |
| Manzini Wanderers FC    | Manzini       | 6     | 2003          |
| Green Mamba FC          | Simunye       | 3     | 2023          |
| Denver Sundowns FC      | Manzini       | 2     | 1990          |
| Eleven Men in Flight FC | Siteki        | 2     | 1996          |
| Milling Hotspurs        | Manzini       | 2     | 1972          |
| Young Buffaloes FC      | Mbabane       | 2     | 2020          |
| Nsingizini Hotspurs FC  | ?             | 1     | 2025          |
| Mhlambanyatsi Rovers FC | Mhlambanyatsi | 1     | 2004          |
| Juventus Kvaluseni      | Mhlume        | 1     | 1977          |
| Mhlume Peacemakers FC   | Mhlume        | 1     | 1981          |